# Hracholusky, Rakovník
Hracholusky là một làng thuộc huyện Rakovník, vùng Středočeský, Cộng hòa Séc.